# Fundación Lázaro Galdiano
La Fundación Lázaro Galdiano es una institución cultural que tiene su origen en la colección del erudito, anticuario y mecenas cultural José Lázaro Galdiano, que a su muerte donó todo su patrimonio al Estado español, que asumió su legado en diciembre del año 1947. Los bienes se componen de su casa-palacio, la editorial por él creada (que impulsó entre otras publicaciones la revista La España Moderna, nombre asimismo de la editorial), una biblioteca que consta de veinte mil volúmenes, entre los que se encuentran valiosos manuscritos e incunables y alrededor de trece mil obras artísticas. Dichas obras se exponen en el Museo Lázaro Galdiano.

## Historia
A finales de los años cuarenta, el Estado español acepta la donación de bienes del coleccionisa José Lázaro Galdiano (22 de diciembre de 1947) y se constituyó la Comisión de la Fundación, con el objeto de administrar este volumen patrimonial y gestionarlo. La donación estaba compuesta por un amplio legado de arte con más de 12.000 obras, una fondo bibliográfico de 20.000 volúmenes, un archivo y un palacete que sirve de sede del museo y otro edificio adicional, antigua sede de la editorial La España Moderna que sirve ahora de sede de la biblioteca y las oficinas.
Más tarde se instituyó un Protectorado para asumir las funciones de dirección de este órgano. Este estaba constituido por la Jefatura del Estado y varios ministros, junto al director de la Real Academia de Bellas Artes de San Fernando, el de la Real Academia de la Historia y el Consejo Superior de Investigaciones Científicas. A comienzos de 1951, el Museo de la Fundación abrió sus puertas al público.
Más allá de su labor en cuanto a la conservación y difusión del legado de Lázaro Galdiano, desde el comienzo la Fundación apoya la restauración y mantenimiento de importantes monumentos del Patrimonio artístico de España. Así, se colaboró en la financiación de la exploración arqueológica del complejo arqueológico de Medina Azahara, la ermita de San Baudelio de Berlanga, en la provincia de Soria, el Palacio de la Aljafería de Zaragoza o el palacio arzobispal de Santiago de Compostela.
Por otro lado, la Fundación Lázaro Galdiano concede becas de estudio para la investigación y edita, desde el año 1954, la revista artística Goya, un referente de la crítica especializada de arte internacional. En premio a toda su labor, obtuvo en 1957 la medalla de honor de la Real Academia de Bellas Artes de San Fernando.